# (4016) Sambre
(4016) Sambre ist ein Hauptgürtelasteroid, der am 15. Dezember 1979 von Henri Debehogne und Edgar Rangel Netto vom La-Silla-Observatorium aus entdeckt wurde.
Der Asteroid wurde nach dem französisch-belgischen Fluss Sambre benannt.